# Massimo Dutti
A Massimo Dutti egy spanyol ruházati márka, melyet 1985-ben alapítottak Barcelonában. Jelenleg a vállalatnak a világ 48 országának 479 üzletében kaphatók termékei.

## Története
Eredetileg a cég azzal a céllal jött létre, hogy kereskedelmi forgalomba hozzon divatos férfi ruházatot, ám 1992-ben egy teljesen új csapat jött létre, hogy a Massimo Dutti-nak női vonala is induljon. Azóta egy több, mint 4000 alkalmazottat foglalkoztató világmárkává nőtte ki magát. 

2003-ban a vállalat beindította a Massimo Dutti Boys & Girls nevű gyermekruházati vonalat, s fokozatosan terjesztette el nemzetközi szinten is.

## Célcsoportok
2006 szeptembere óta a Massimo Dutti három különböző részre osztható:
Menswear
Elsősorban a 25 és 50 év közötti városi férfiaknak szól, valamint a sporttevékenységek (pl. lovaglás) köré csoportosul. Férfi ruházat, kiegészítők, illatszerek, szemüvegek, személyes szabászat.
Womenswear
Elsősorban a 25 és 45 év közötti városi nőknek szól. Elegáns és egyben praktikus ruhaneműket kínál. Női ruházat, kiegészítők, illatszerek, szemüvegek.
Childrenswear
4-től 14-éves korig ruházat fiúknak és lányoknak.